# Albin Vidović
Albin Vidović, né le 11 février 1943 à Zagreb et mort le 8 mars 2018 à Bjelovar, est un handballeur yougoslave.

## Biographie
Il débute dans les équipes de jeunes du Željezničar Bjelovar puis rejoint en 1956 le Partizan Bjelovar. Il évolue ensuite en équipe première du Partizan de 1960 à 1974, avec lequel il remporte cinq titres de champion de Yougoslavie (1967, 1968, 1970, 1971 et 1972), trois coupes de Yougoslavie (1960, 1966 et 1968) et la Coupe des clubs champions 1971-1972. Un an plus tard, malgré ses 14 buts en finale, il ne peut empêcher la défaite des siens face au MAI Moscou. Il a également joué pendant une courte période, alors qu'il effectuait son service militaire, à Split et au Jugovinil de Kaštel Gomilica,.
En 1977, il rejoint le THW Kiel avec Željko Seleš, son ancien entraîneur au Partizan Bjelovar. Toutefois, il se blesse rapidement et ne joue finalement que trois matchs avec le club allemand.
Il compte 44 sélections et 48 buts en sélection nationale yougoslave (et deux sélections en équipe junior). Il remporte les Jeux olympiques d'été de 1972 et les Jeux méditerranéens de 1967.